# Świadek mimo woli (film)
Świadek mimo woli (tytuł oryg. Body Double) – amerykański thriller z 1984 roku w reż. Briana De Palmy.

## Fabuła
Jake Scully jest aktorem niskobudżetowych i kiczowatych horrorów. Cierpi na klaustrofobię. Pewnego dnia, na planie filmowym, podczas zdjęć w ciasnej atrapie grobowca doznaje ataku swojej choroby i zostaje wysłany przez reżysera do domu. Wie, że to może oznaczać koniec jego kariery. W domu "nakrywa" niespodziewającą się wcześniejszego powrotu męża żonę z kochankiem w łóżku. Jake bez słowa odchodzi w „siną dal”. Nie wie co ze sobą zrobić. Próbuje bezskutecznie się leczyć ze swojej dolegliwości – zgłasza się na grupowy seans psychoterapeutyczny. Tam poznaje Sama, obydwaj szybko znajdują wspólny język. Jake zwierza się Samowi, że nie ma gdzie spać bo nie chce wracać do niewiernej żony. Sam zaprasza go do siebie i składa lukratywną propozycję – Jake może przez jakiś czas mieszkać w jego domu za darmo pod warunkiem, że będzie się nim opiekował. Dom jest wspaniale położony i komfortowo wyposażony. Ponieważ usytuowany jest na wzgórzu i ma duże okna, Sam posiada w nim teleskop przez który może obserwować okolicę. Pokazuje go Jake'owi, a zwłaszcza pewną zgrabną sąsiadkę, która co wieczór o stałej porze uprawia nago taniec erotyczny. Jake przyjmuje ofertę od nowego kumpla i już najbliższego wieczora ogląda nieznajomą w tańcu. Okazuje się jednak, że nie jest jedynym wieczornym obserwatorem – nieznajomą zauważa również spawacz o wyglądzie Indianina, który wieczorami pracuje na dachu pobliskiego domu. Ekscentryczna sąsiadka intryguje Jake’a – zaczyna ją śledzić i coraz bardziej interesować jej osobą. Nawiązuje z nią nawet znajomość kiedy udaje mu się ją obronić przed atakiem tajemniczego Indianina-spawacza, który wyrywa jej torebkę.
Podczas kolejnej wieczornej obserwacji pokoju Glorii (bo tak przedstawiła się mu sąsiadka), widzi spawacza-Indiania, który przy pomocy dużego świdra próbuje włamać się do sejfu umieszczonego w pokoju. W tym czasie do domu przybywa Gloria i odkrywa obecność włamywacza, który atakuje ją świdrem. Jake natychmiast biegnie z pomocą, jednak zanim tam dociera, Gloria po dramatycznej walce zostaje brutalnie zamordowana – „przewiercona”. Zrozpaczony Jake leżąc w łóżku upija się i ogląda nocną TV. Nagle w jednym z erotycznych programów widzi aktorkę Holly Body. Ma ona identyczne ciało jak Gloria i wykonuje ten sam taniec erotyczny. Zaintrygowany postanawia ją odnaleźć. W tym celu, podszywając się najpierw za aktora, a potem producenta porno wchodzi w świat branży filmów pornograficznych. W końcu dociera do Holly i udając producenta zaprasza ją do domu na wzgórzu. Pokazuje jej przez teleskop dom i pokój w którym obserwował sąsiadkę. Holly przyznaje, że rzeczywiście tańczyła tam przez kilka wieczorów wynajęta przez nieznanego jej faceta. Przez telefon identyfikuje głos Sama jako tego, który ją wynajął. Jake zaczyna się domyślać, że padł ofiarą intrygi. Nie wie, że Sam nigdzie nie wyjechał i przez cały czas obserwuje swój dom, a w nim Jake’a i Holly przez lornetkę. Holly wkurzona brakiem propozycji od „producenta” Jake’a wybiega z domu. Po drodze zabiera ją „na stopa” Indianin-włamywacz i szybko pozbawia przytomności ciosem w głowę. Jake podąża za nimi. W końcu dociera do terenu miejskiego wodociągu, gdzie natrafia na wykopany już grób i Indianina taszczącego do niego nieprzytomną Holly. Dochodzi do walki Jake’a z Indianinem, podczas której Jake zrywa z twarzy przeciwnika gumową maskę i Indianin okazuje się być Samem, który misternie zaplanował morderstwo swej żony – Glorii, a Jake’a potrzebował jako świadka. Podczas walki Jake wpada do wykopanego grobu, natychmiast doznaje ataku klaustrofobii i nie może się poruszyć. Jednocześnie doznaje wizji w której znów, tak jak w pierwszej scenie filmu, jest na planie filmowym i jako wampir nie może wyjść z atrapy grobu. I znów wyciągają go z niej członkowie ekipy a reżyser chce go odesłać do domu. Jednak tym razem Jake znajduje w sobie siłę aby wrócić i zagrać swoją rolę do końca, przemóc swoją chorobę. Już w realnym świecie powstaje z grobu wykopanego przez Sama i rzuca się na niego. Z pomocą przybywa mu także pies Glorii, który atakuje Sama i wpycha go w silny nurt wodociągu. Ostatnią sceną filmu jest widok Jake’a, który znów gra wampira w tandetnym horrorze.

## Główne role
- Craig Wasson – Jake
- Melanie Griffith – Holly
- Gregg Henry – Sam
- Deborah Shelton – Gloria
- Guy Boyd – policjant Jim McLean
- Dennis Franz – reżyser Rubin

## Krytyka
Film wszedł na ekrany w atmosferze obrazu skandalizującego. Złożyły się na to brutalność scen i nasycenie erotyzmem. Brian De Palma otrzymał za niego nominację do Złotej Maliny za najgorszą reżyserię. Jedynie Melanie Griffith otrzymała entuzjastyczne recenzje, a za rolę Holly kilka nagród oraz nominację do Złotego Globu (za najlepszą drugoplanową rolę kobiecą). Film okazał się być finansową klapą – w Stanach Zjednoczonych zszedł z ekranów kin po 3 tygodniach nie zwracając nawet kosztów produkcji. W większości krajów w których był wyświetlany wpływy nie przekroczyły kilkunastu procent kosztów jego produkcji.
Dziś Świadek mimo woli jest kultowym obrazem lat 80. co zawdzięcza sylwetce jego reżysera, ścieżce dźwiękowej (min. przebojowi Relax grupy Frankie Goes to Hollywood) oraz plenerom zlokalizowanym w znanych w Los Angeles miejscach. W rankingu serwisu internetowego Rotten Tomatoes obraz posiada obecnie (2019) wysoką, 78-procentową, pozytywną ocenę.
W Polsce film miał premierę w lecie 1987 roku i o ile krytykowano go w ten sam sposób co w Stanach, chwalono za wysoki kunszt reżyserski.

## O filmie
- Melanie Griffith była siódmą z kolei aktorką której zaproponowano rolę Holly. De Palma pierwotnie planował obsadzić w tej roli zawodową aktorkę filmów porno Annette Haven, na co nie zgodziła się wytwórnia Columbia Pictures. W castingu odrzucono Tatum O’Neal, Jamie Lee Curtis i Carrie Fisher. Brooke Shields zrezygnowała z roli celem podjęcia studiów w Princeton, a Linda Hamilton wybrała główną rolę kobiecą w Terminatorze[3].
- Lekko chrapliwy głos Glorii nie był prawdziwym głosem Deborah Shelton. Był dubbingowany.
- W 1993 roku powstał w Bollywood nieformalny remake tego filmu pt. Pehla Nasha (reż. Ashutosh Gowariker)[4].

## Galeria
Znane w Los Angeles miejsca, które można zobaczyć w filmie

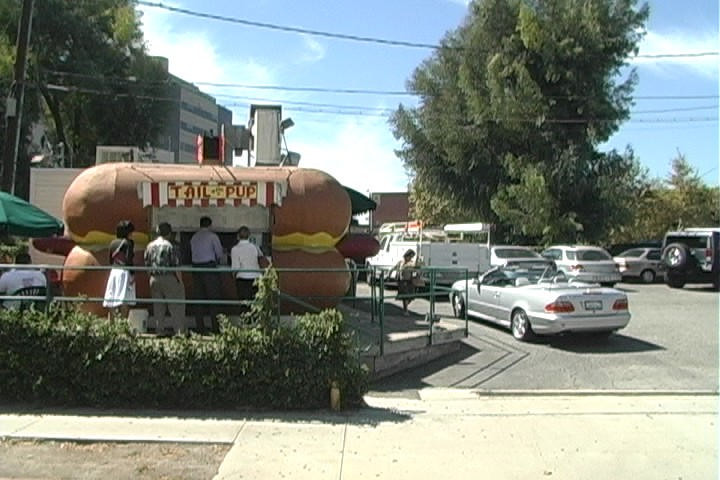
„Tail o' the Pup” – charakterystyczna budka z hotdogami widoczna w jednej z pierwszych scen filmu
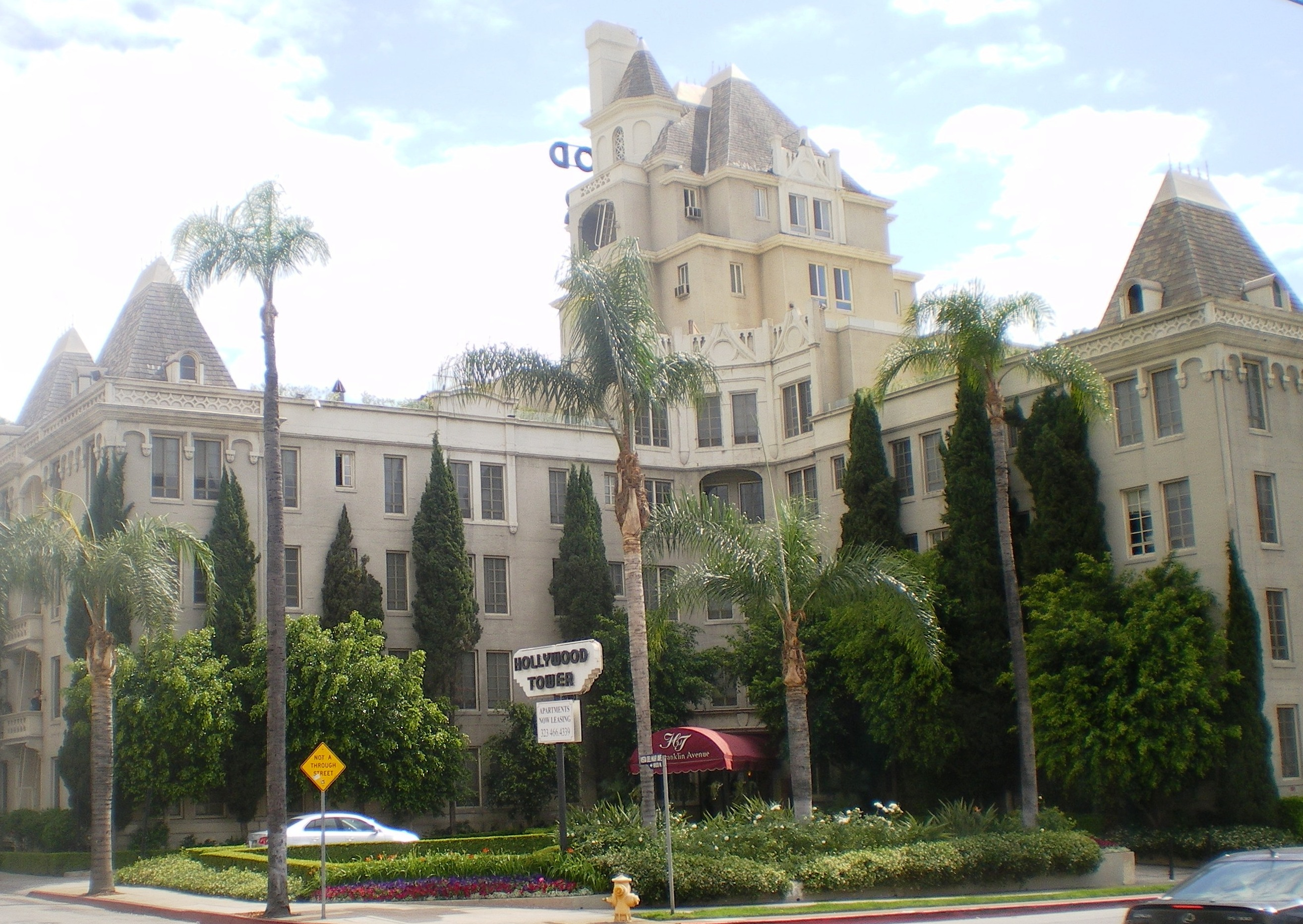
„Hollywood Tower” – apartamentowiec w którym zamieszkał Jake wkrótce po opuszczeniu swojej żony
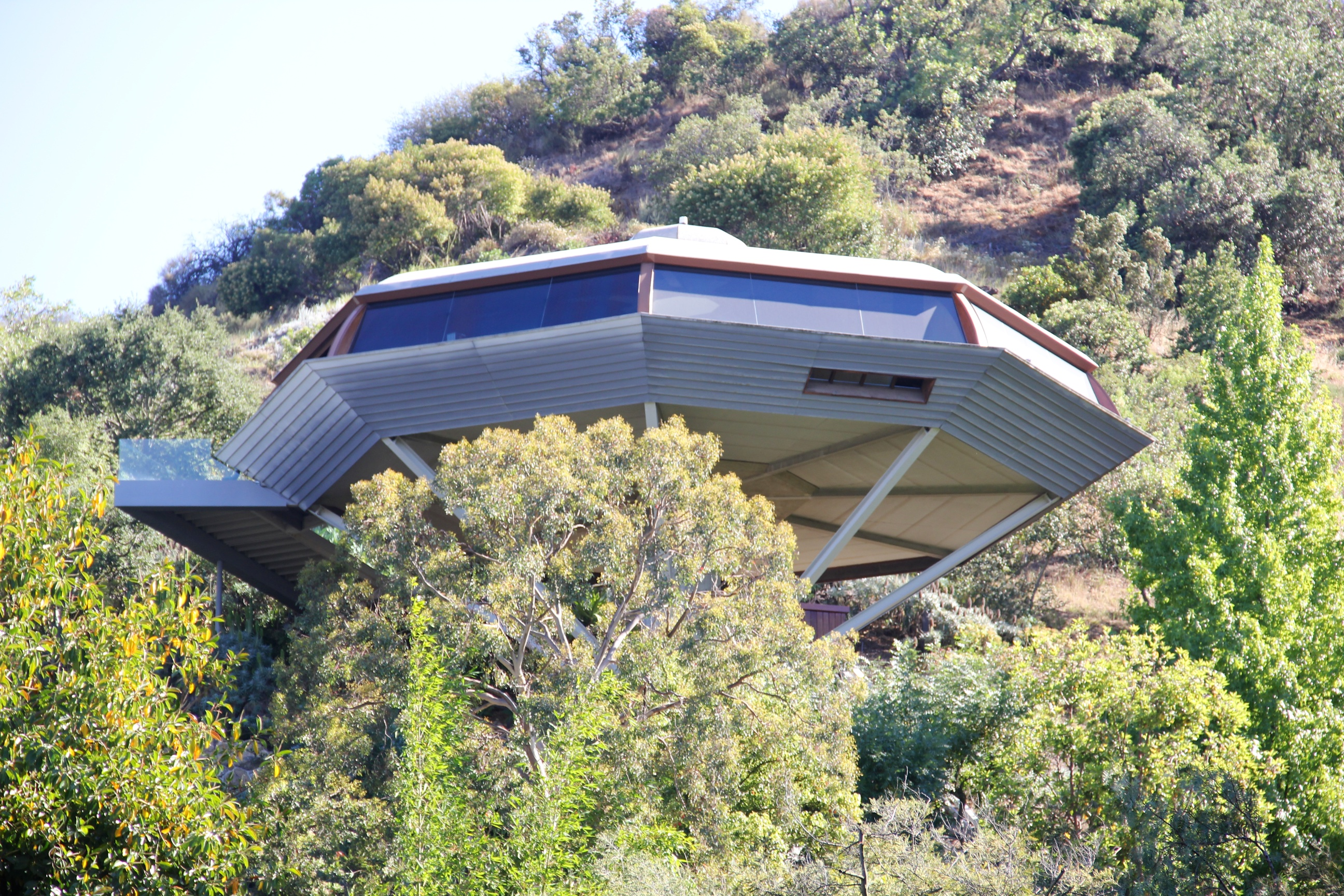
„Chemosphere House” – oryginalny, ośmiokątny dom projektu Johna Lautnera. W filmie był to dom Sama
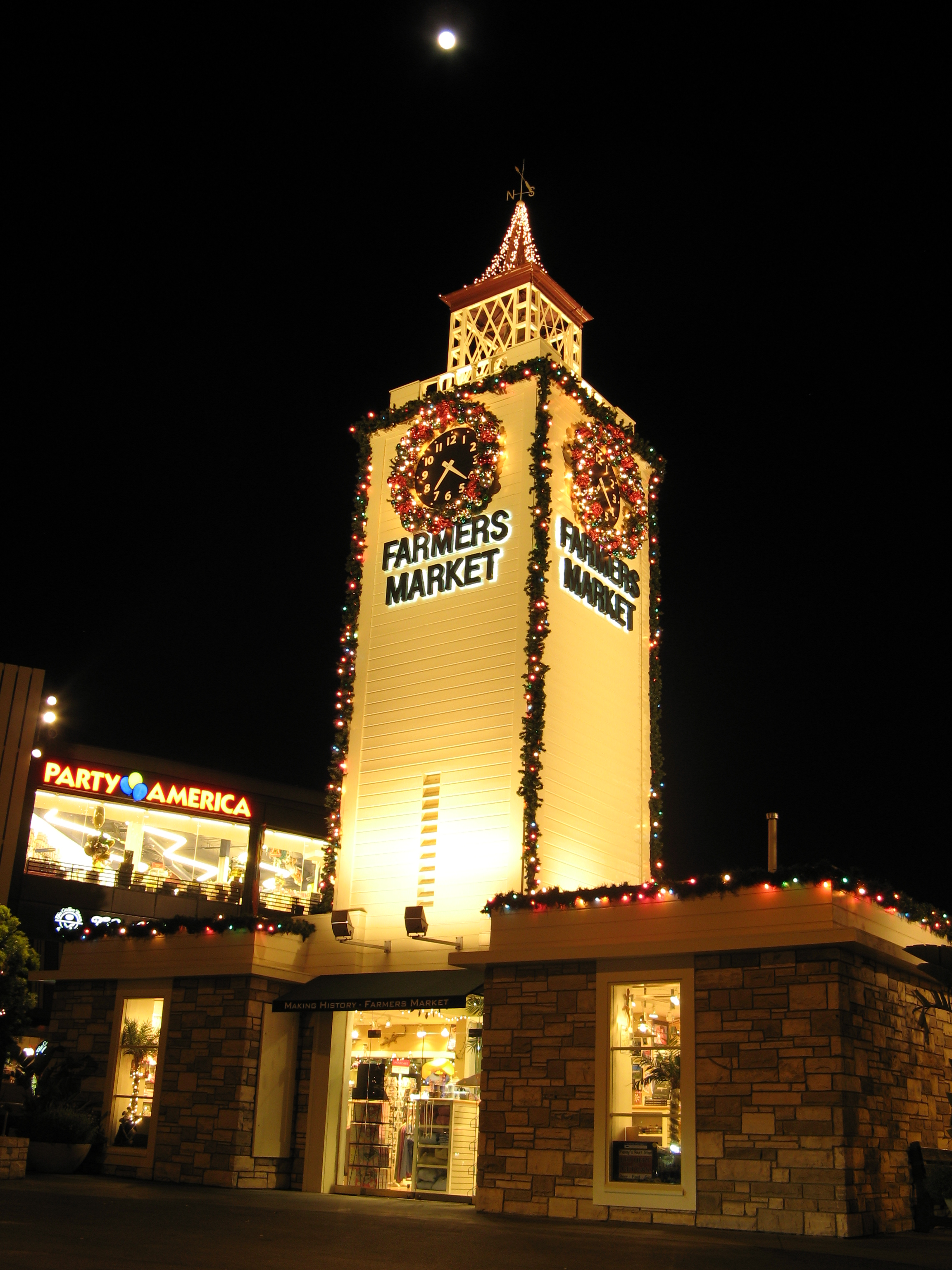
„Farmers Market” – centrum handlowe gdzie Jake robił zakupy
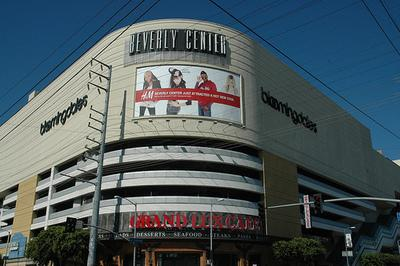
Galeria handlowa „Beverly Center” w której Jake śledził Glorię
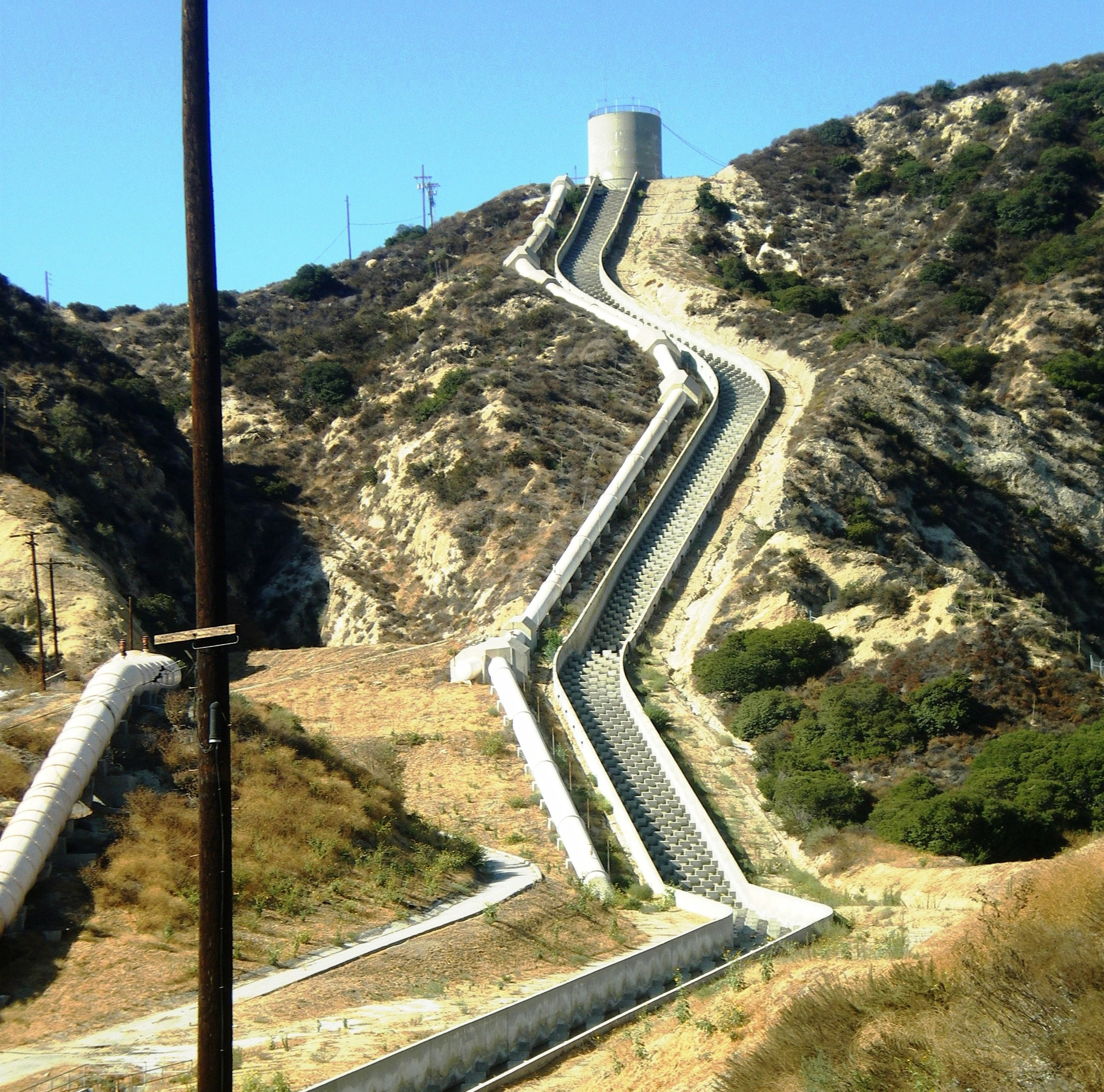
Akwedukt miejski Los Angeles gdzie rozegrała się finałowa scena filmu (Jake walczył z Samem)